# Стручков, Николай Алексеевич
 Никола́й Алексе́евич Стручко́в (1922—1989) — советский учёный-правовед, специалист по уголовно-исполнительному праву, доктор юридических наук, профессор, генерал-майор внутренней службы, заслуженный деятель науки РСФСР (1976).

## Биография
Родился в 1922 году в Москве в семье военнослужащего.
После окончания средней школы в 1940 году поступил курсантом в 29-ю Московскую авиационную школу авиамехаников ВВС. Обучение в авиашколе закончилось досрочно: 7 июля 1941 года был направлен авиамехаником по авиационному электрооборудованию во 2-ю гвардейскую орденов Ленина, Красного Знамени, Суворова II степени Черниговско-Речицкую штурмовую авиационную дивизию 8-й и 16-й воздушных армий. Участвовал в Великой Отечественной войне в составе Военно-воздушных сил, воевал под Сталинградом и Курском, освобождал Варшаву, брал Берлин, был ранен. Находился в действующей армии: с августа по ноябрь 1941 г., с апреля по июнь 1942 г., с сентября 1942 г. по май 1945 г.
После войны в 1946 г. поступил в Военно-юридическую академию Красной Армии, которую окончил с отличием в 1951 г. Здесь же встретился с преподавателем кафедры иностранных языков Татьяной Алексеевной Гребенщиковой, которая стала его женой.
После окончания Академии поступил в адъюнктуру Военно-юридической академии Красной Армии при кафедре уголовного и военно-уголовного права, которую успешно закончил с присуждением ученой степени кандидата юридических наук в конце марта 1954 г., защитив под руководством профессора В. Д. Меньшагина кандидатскую диссертацию на тему «Борьба со взяточничеством по советскому уголовному праву».
По окончании адъюнктуры проходил военную службу на кафедре уголовного права Военно-юридической академии Красной Армии в должности преподавателя.
В связи с упразднением в 1956 г. Военно-юридической академии перешёл на работу в Высшую школу МВД СССР на кафедру исправительно-трудового права, с 1958 г. — начальник этой кафедры.
С 1956 по 1960 и с 1984 по 1987 гг. работал в ордена Знак Почёта Институте законодательства и сравнительного правоведения на должностях старшего научного сотрудника и заведующего отделом уголовного и уголовно-процессуального законодательства.
В 1963 г. защитил докторскую диссертацию на тему «Правовое регулирование наказания (основные проблемы советского исправительно-трудового права)».
С 1964 г. — член научно-консультативного совета при Верховном Суде РСФСР.
В 1967—1974 гг. — заместитель начальника Высшей школы МВД СССР по научной работе.
В 1975—1984 гг. — заместитель начальника ВНИИ МВД СССР (ныне Государственное учреждение «Всероссийский научно-исследовательский институт МВД России»).
В последние годы жизни (1987—1989 гг.) — профессор кафедры управления органами, исполняющими наказания Академии МВД СССР (ныне — Академия управления МВД России).
Автор более 300 работ в области криминологии, уголовного права и особенно исправительно-трудового (уголовно-исполнительного) права. Учёному принадлежит несомненный приоритет в разработке большей части современных теоретических основ уголовно-исполнительного права России. Результаты его исследований в данной сфере нашли отражение при разработке Основ исправительно-трудового законодательства СССР (1969 г.) и исправительно-трудовых кодексов союзных республик (1970—1971 гг.), многих ведомственных правовых актов органов, исполняющих наказания.
Создал школу по подготовке научных и научно-педагогических кадров: им подготовлено 48 кандидатов наук, многие из которых впоследствии защитили докторские диссертации.
15 ноября 1989 г. скоропостижно скончался; похоронен на Даниловском кладбище, на участке рядом с могилами родных.
28 апреля 1997 года кафедре уголовно-исполнительного права и криминологии Рязанского института права и экономики МВД России (ныне Академия права и управления ФСИН России) было присвоено имя учёного.

## Награды
Награждён 2 орденами Красной Звезды, орденом Отечественной войны II степени, орденом Трудового Красного Знамени, медалями СССР:
- Медаль «За боевые заслуги»
- Медаль «За оборону Сталинграда»
- Медаль «За победу над Германией в Великой Отечественной войне 1941—1945 гг.»
- Медаль «За освобождение Варшавы»
- Медаль «За взятие Берлина»
- Медаль «В память 800-летия Москвы»
- Юбилейная медаль «30 лет Советской Армии и Флота»
- Медаль «За боевые заслуги»,

а также зарубежными орденами и медалями. Награждён знаком «Заслуженный работник МВД СССР». Присвоено звание «Заслуженный деятель науки РСФСР» (1976).

## Основные труды
- Борьба со взяточничеством по советскому уголовному праву: Дис… канд. юр. наук. — М.: ВЮА, 1954.
- Назначение наказания при совокупности преступлений. — М.: Госюриздат, 1957. — 142 с.
- Условно — досрочное освобождение от наказания. — М.: Гос. изд-во юрид. лит-ры, 1961. — 50 с.
- Советское исправительно-трудовое право: учебное пособие. — М.: Всесоюзный юридическаий заочный институт, 1961. — 95 с.
- Правовое регулирование наказания (основные проблемы советского исправительно-трудового права): Дис… док. юр. наук. — М., 1963.
- Основы советского исправительно-трудового права (1964)
- Советская исправительно-трудовая политика и её роль в борьбе с преступностью (1970)
- Проблемы науки исправительно-трудового права в свете нового исправительно-трудового законодательства: учебное пособие. — М.: Высшая школа МВД СССР, Научно-исследовательский отдел, 1972. — 166 с.
- Комментарий к основан исправительно-трудового законодательства Союза ССР и Союзных республик. — М.: Изд. жур. лит., 1972. — 182 с.
- Исправительно-трудовое законодательство зарубежных социалистических государств, Германская Демократическая Республика. — М.: Юридическая литература, 1976. — 40 с.
- Уголовная ответственность и её реализация в борьбе с преступностью. — Саратов: Изд-во Саратовского университета, 1978. — 287 с.
- Законодательство об исполнении уголовного наказания в зарубежных социалистических государствах: Учеб. пособие / Под. ред. В. А. Владимирова. — М.: Акад. МВД СССР, 1978. — 88 с.
- Исполнение наказания в виде лишения свободы в европейских социалистических государствах. — М.: Юридическая литература, 1978. — 158 с.
- Правовые меры борьбы с правонарушителями. — М. Знание, 1979. — 72 с.
- Исполнение уголовного наказания в капиталистических странах: Учеб. пособие [В 4-х вып.] — М.: Акад. МВД СССР, 1979.
- Исправительно — трудовое законодательство зарубежных социалистических государств. Польская Народная Республика. — М.: Юридическая литература, 1980. — 63 с.
- Исполнение уголовного наказания в капиталистических странах: Учеб. пособие / Н. А. Стручков, В. П. Шупилов. — М.: Акад. МВД СССР, 1980. (вып. дан. 1981)
- Обсуждение пенитенциарных проблем на международном уровне: Лекция / Н. А. Стручков, И. Б. Викторова. — Рязань: Рязан. высш. школа МВД СССР. 1981. — 35 с.
- Воспитание осужденного: закон, теория, практика / Н. Стручков. — М.: Прогресс, 1982. — 186 с.
- Проблема личности преступника (1983);
- Исправительно-трудовое законодательство зарубежных социалистических государств, Народная Республика Болгария. — М.: Юридическая литература, 1983. — 84 с.
- Проблема личности преступника : Лекции по криминологии / Н. А. Стручков. — Л.: ВПУ, 1983. — 90 с.
- Курс исправительно-трудового права: Проблемы Общ. части / Н. А. Стручков. — М.: Юрид. лит., 1984. — 240 с.
- Курс исправительно-трудового права: Проблемы Особен. части / Н. А. Стручков. — М.: Юрид. лит., 1985. — 255 с.
- Воспитание осужденного : закон, теория, практика: [Пер. с рус.] / Н. Стручков. — М.: Прогресс, 1984. — 222 с.
- Основы криминологии в Народной Республике Болгарии. — М.: Прогресс, 1987. — 335 с.
- Принятие Основ исправительно-трудового законодательства и дальнейшее развитие правового регулирования исполнения наказания: [Учеб. пособие] / Н. А. Стручков, В. А. Фефелов; М-во внутр. дел СССР, Рязан. высш. шк. — Рязань: РВШ МВД СССР, 1988. — 76 с.
- Наука советского исправительно-трудового права: Лекция / Н. А. Стручков; Акад. МВД СССР, [Фак. № 3]. — М.: Акад. МВД СССР, 1989. — 28 с.
- Органы, исполняющие наказания: Лекция / Н. А. Стручков; Акад. МВД СССР, [Фак. № 3]. — М.: Акад. МВД СССР, 1989. — 28 с.
- Понятие советского исправительно-трудового права: Лекция / Н. А. Стручков; Акад. МВД СССР, [Фак. № 3]. — М.: Акад. МВД СССР, 1989. — 31 с.
- Система исправительно-трудового законодательства и подзаконных актов в сфере исполнения наказания: Лекция / Н. А. Стручков; Акад. МВД СССР, [Фак. № 3]. — М.: Акад. МВД СССР, 1989. — 27 с.